# J1参入決定戦
J1参入決定戦（J1さんにゅうけっていせん）は、1999年に日本プロサッカーリーグ（Jリーグ）が2部制を導入するのに合わせ、Jリーグ ディビジョン1（J1）とJリーグ ディビジョン2（J2）のクラブを振り分けるために1998年11月から12月まで実施されたトーナメント戦。
Jリーグ公式記録サイト「J.LEAGUE Data Site」では、一連の対戦を「第3参入クラブ決定戦」と表記している。

## 概要
Jリーグは1993年の発足以来、社団法人日本プロサッカーリーグの当初の予想を上回る勢いで規模を拡大していった。10クラブで発足したリーグは、5年間で当初上限と考えていた16クラブを越え、1997年の時点で17クラブまで数を拡大し、さらに参入を希望するクラブが相次ぐ状況であった。加えて、実質的な下部リーグであったジャパンフットボールリーグ（旧JFL）は「Jリーグ参入を希望するクラブ」「アマチュアを堅持するクラブ」が混在する状況であった。
そこで日本プロサッカーリーグは当初の予定を早めてJリーグの2部リーグ化を決断。旧JFLを、Jリーグ（プロリーグ）の正式な下位リーグであるJリーグ ディビジョン2（J2）と、アマチュアリーグの最高峰である日本フットボールリーグ（新JFL）に改組することとなった。その際に、日本プロサッカーリーグは、当時のJリーグが適正数と考えていた16クラブより多かったこともあり、Jリーグの下位チームとJリーグ準会員の上位チーム双方によるトーナメント戦によってJ1とJ2の振り分けを行う事となった。
具体的には、Jリーグ所属の18クラブとジャパンフットボールリーグ（旧JFL）所属クラブのうちJリーグへの参加を希望するクラブをJ1・16クラブ、J2・11クラブに振り分けるため、1997年と1998年のJリーグ順位から順位ポイント（98年度は97年度の倍）を算出し下位（14-18位）となった5クラブと、1998年のJFLで2位以内に入ったJリーグ準会員クラブが参加して、最大7クラブでJ1参入枠3つを争う予定だった。これは、Jリーグにおける初の実質的な入れ替え戦の導入を意味するものでもあった。
しかし、Jリーグ所属クラブの横浜フリューゲルスと横浜マリノスとが合併することによりクラブが１つ減少したため、Jリーグ側からのトーナメント参加が4クラブに減少（14位の京都パープルサンガが繰り上げでJ1参入決定戦免除）。一方、JFL側からは準会員2クラブのうち2位となった川崎フロンターレのみが参加条件を満たした（もう一つの準会員クラブだったブランメル仙台は7位に終わったため参加できず、次年度J2参入が決定）。この結果、ジェフユナイテッド市原（順位ポイント15位）、コンサドーレ札幌（同16位）、ヴィッセル神戸（同17位）、アビスパ福岡（同18位）、川崎フロンターレの計5クラブで3枠を争うことになった。

### 順位ポイントの付け方
- 1997年度は参加17チームの年間順位により1位17点、2位16点、3位15点…以下1点ずつ減点し、17位は1点をそれぞれ加算。但し、この年のセカンドステージは日本代表選手が同時期に開催されたワールドカップフランス大会・アジア最終予選に拘束された関係上、リーグ戦の通常の勝ち点とは別に、順位ポイント用の特別勝ち点として代表に拘束された選手1名分に付き0.1点の勝ち点を計上し、修正した上で順位ポイントを算定した。
- 1998年度は同じく年間順位1位に36点、2位34点、3位32点…以下2点ずつ減点し、18位は2点をそれぞれ加算。コンサドーレ札幌はこの年JFLから昇格したためこのシーズンの順位ポイントのみが対象となった。

この順位ポイントの付け方については、Jリーグ18チームで唯一1997年の順位ポイントを持っていなかった札幌は、このシステムがなければ参入決定戦に回ることがなかった（1998年の成績は年間14位）ため、札幌サポーターの間にはこの「2年間の順位ポイント」システムに異論を唱える者が少なくなかった。

### 順位ポイントに基づく順位
| 順位 | チーム                 | 97 | 98 | 合計 | 備考                                                    |
| ---- | ---------------------- | -- | -- | ---- | ------------------------------------------------------- |
| 1    | ジュビロ磐田           | 17 | 36 | 53   |                                                         |
| 2    | 鹿島アントラーズ       | 16 | 34 | 50   |                                                         |
| 3    | 清水エスパルス         | 13 | 32 | 45   |                                                         |
| 4    | 横浜マリノス           | 15 | 30 | 45   | 横浜Fと合併                                             |
| 5    | 名古屋グランパスエイト | 9  | 28 | 37   |                                                         |
| 6    | 横浜フリューゲルス     | 12 | 24 | 36   | 横浜Mと合併                                             |
| 7    | 浦和レッドダイヤモンズ | 8  | 26 | 34   |                                                         |
| 8    | 柏レイソル             | 11 | 22 | 33   |                                                         |
| 9    | セレッソ大阪           | 7  | 20 | 27   |                                                         |
| 10   | 湘南ベルマーレ         | 10 | 16 | 26   |                                                         |
| 11   | サンフレッチェ広島     | 6  | 18 | 24   |                                                         |
| 12   | ガンバ大阪             | 14 | 8  | 22   |                                                         |
| 13   | ヴェルディ川崎         | 4  | 14 | 18   |                                                         |
| 14   | 京都パープルサンガ     | 3  | 12 | 15   | 横浜Mと横浜Fの合併により、 繰り上げで参入決定戦出場回避 |
| 15   | ジェフユナイテッド市原 | 5  | 6  | 11   | 参入決定戦出場                                          |
| 16   | コンサドーレ札幌       | -  | 10 | 10   | 参入決定戦出場                                          |
| 17   | ヴィッセル神戸         | 2  | 4  | 6    | 参入決定戦出場                                          |
| 18   | アビスパ福岡           | 1  | 2  | 3    | 参入決定戦出場                                          |

### 1998年のJFL年間順位
| 順位 | クラブ名           |
| ---- | ------------------ |
| 1    | 東京ガス           |
| 2    | 川崎フロンターレ   |
| 3    | モンテディオ山形   |
| 4    | ヴァンフォーレ甲府 |
| 5    | 本田技研           |
| 6    | 大分FC             |
| 7    | ブランメル仙台     |

- 関連する部分のみ。なお、太字のクラブはJリーグ準会員クラブである。

## レギュレーション
- 1回戦はJFLからの参加チームとJリーグ下位のチームとの対戦となり、Jリーグチームのホームスタジアムにおける1試合勝負。完全決着方式（90分で決着しない場合はVゴール方式の延長戦、延長戦でも決着しない場合はPK戦）を採用し、勝者が2回戦へ、敗者がJ2参入。
- 2回戦は1回戦勝利チームと、1回戦に参加しなかったJリーグチームとの対戦となり、ホーム・アンド・アウェーの2回戦制。各試合とも完全決着方式を採用し、2試合の勝ち点（90分勝利で勝ち点3、延長Vゴール勝ちで勝ち点2、PK戦勝ちで勝ち点1、敗戦はいずれも勝ち点0）の多い方が勝者となりJ1参入決定。
- 2回戦で敗れたチーム同士が「第3参入クラブ決定戦」を戦う。2回戦と同じレギュレーションを採用し、勝者がJ1参入決定、敗者がJ2参入。

## 結果

### 1回戦
| 1998年11月19日 | アビスパ福岡 （J・18位）                           | 3 - 2 (延長) | 川崎フロンターレ （JFL・2位） | 東平尾公園博多の森球技場                  |  |
| 19:05          | 久藤清一 24分 · 山下芳輝 89分 · フェルナンド 104分 | 公式記録     | 伊藤彰 17分 · ツゥット 61分   | 観客数: 12,535人 主審: アルフレド・ロダス |  |

- 1試合勝負で行われ、福岡が延長Vゴールで勝利し2回戦に進出。敗れた川崎の次年度のJ2への参入が決定。

### 2回戦
| 第1戦 1998年11月22日 | ヴィッセル神戸 （J・17位）           | 2 - 1    | コンサドーレ札幌 （J・16位） | 神戸総合運動公園ユニバー記念競技場 |  |
| 19:01                | 永島昭浩 34分 (pen.) · 海本慶治 41分 | 公式記録 | 棚田伸 50分                  | 観客数: 14,613人 主審: 布瀬直次    |  |

| 第2戦 1998年11月26日 | コンサドーレ札幌 | 0 - 2    | ヴィッセル神戸                  | 室蘭市入江運動公園陸上競技場             |  |
| 12:04                |                  | 公式記録 | トーマス 48分 · 和多田充寿 89分 | 観客数: 4,525人 主審: アルフレド・ロダス |  |

- 神戸の2勝0敗（勝ち点6-0）で神戸の次年度のJ1への参入が決定。敗れた札幌は第3参入クラブ決定戦へ。

| 第1戦 1998年11月22日 | アビスパ福岡 | 0 - 2    | ジェフユナイテッド市原 （J・15位） | 東平尾公園博多の森球技場                    |  |
| 15:01                |              | 公式記録 | 武田修宏 65分 · スコルテン 76分    | 観客数: 12,300人 主審: レスリー・モットラム |  |

| 第2戦 1998年11月26日 | ジェフユナイテッド市原        | 2 - 1    | アビスパ福岡 | 市原緑地運動公園臨海競技場    |  |
| 19:05                | 鈴木隆行 49分 · 酒井友之 60分 | 公式記録 | 森秀昭 63分  | 観客数: 10,703人 主審: 太田潔 |  |

- 市原の2勝0敗（勝ち点6-0）で市原の次年度のJ1への参入が決定。敗れた福岡は第3参入クラブ決定戦へ。

### 第3参入クラブ決定戦
| 第1戦 1998年12月2日 | アビスパ福岡  | 1 - 0    | コンサドーレ札幌 | 東平尾公園博多の森球技場                  |  |
| 19:04               | 上野優作 61分 | 公式記録 |                  | 観客数: 12,526人 主審: アルフレド・ロダス |  |

| 第2戦 1998年12月5日 | コンサドーレ札幌 | 0 - 3    | アビスパ福岡                                      | 室蘭市入江運動公園陸上競技場               |  |
| 12:04               |                  | 公式記録 | 上野優作 52分 · フェルナンド 84分 · 石丸清隆 89分 | 観客数: 8,372人 主審: レスリー・モットラム |  |

- 福岡の2勝0敗（勝ち点6-0）で福岡の次年度のJ1への参入が決定。また敗れた札幌の次年度のJ2への参入が決定。

## 参考資料
- “1998年 Jリーグ アビスパ福岡 一部参入決定戦特集”.  西日本新聞社. 2012年9月28日時点のオリジナルよりアーカイブ。2015年1月7日閲覧。